# Париж глазами…
«Париж глазами…» (фр. Paris vu par…) — французский кинофильм. Состоит из шести новелл, каждая из которых посвящена определённому кварталу Парижа.
В фильме заняты в основном непрофессиональные актёры. «Париж глазами…» считается одной из наиболее представительных лент Новой волны.
Тема и структура ленты вдохновила создателей фильмов «Париж глазами… 20 лет спустя» (фр.) и «Париж, я люблю тебя».

## Сюжет

### I — «Сен-Жермен-де-Пре»
Режиссёр — Жан Душе.
Квартал Сен-Жермен-де-Пре находится в VI округе. Он расположился вокруг самой древней церкви в Париже, оставшейся от романского аббатства XI века.
В кафе Flore молодая американская студентка обратила внимание на своего соседа и после долгих колебаний попросила у него прикурить. Час спустя Катрин и Жан встали, сели в серый «Бентли», с трудом проложили себе путь через шумные толпы полуночников, заполонивших улицу Сен-Бенуа.
Катрин не вернулась этой ночью в свой номер отеля, а провела ночь с красивым юношей. На утро молодой человек очень рьяно собирается, якобы улетает на три недели в Мехико.
Катрин приходит на урок рисунка, где с ней пытается познакомиться ещё один молодой француз, внимания которого она всячески избегает до тех пор, пока не встречается взглядом с парнем, с которым провела ночь накануне. Он в этой школе работает натурщиком.
Выскочив из мастерской и переведя дух, Катрин соглашается на предложение пылкого француза и едет к нему домой. Квартира оказывается той самой, из которой она вышла сегодня утром.

### II — «Северный вокзал»
Режиссёр — Жан Руш.
За утренним завтраком он и она обсуждают строительство, которое развернулось у них за окнами. Размеры строительного крана подсказывает, что строящийся дом, вполне возможно, закроет им панораму. При этом квартира вполне комфортна — ей пять минут до работы, ему — прямая ветка метро.
В это утро они расстаются в состоянии очередной семейной ссоры. На улице чуть не случается авария, в результате которой она знакомится с мужчиной, совершающем на её глазам самоубийство, спрыгнув с моста на железнодорожное полотно.

### III — «Улица Сен-Дени»
Режиссёр — Жан-Даниэль Поле (фр.).
Молодой человек по имени Леон приводит к себе в квартиру проститутку, которую только что снял. Женщина существенно старше его самого. Однако долгое время они не могут перейти к тому, ради чего уединились. Слово за слово, пообедали, почитали свежую газету…
Новелла заканчивается словами женщины лёгкого поведения «Ну что, приступим?»

### IV — «Площадь Звезды»
Режиссёр — Эрик Ромер.
В центре — Триумфальная арка, она воздвигнута в честь великой победы армии Наполеона. Ежедневно принимает под своими сводами толпы туристов, приехавших со всех концов света. Парижане, напротив, никогда к ней не приближаются. Исключение составляют ветераны войны, на которых лежит забота по поддержанию огня. И глава государства.
Каждое утро в 9:25 Жан-Марк выходит по лестнице из метро, расположенном почти напротив его работы (магазина готовой мужской одежды). Строительство новой станции метро заставляет его обходить большую часть Площади Звезды.
В один из рабочих дней у Жан-Марка случается стычка с пешеходом, которого он толкает, и тот падает, по мнению Жан-Марка, замертво. С тех пор он каждый раз выбирает другой, более длинный маршрут от метро до своего магазина. Происходит это до тех пор, пока в вагоне метро он лицом к лицу не сталкивается с тем самым пешеходом.

### V — «Монпарнас и Леваллуа»
Режиссёр — Жан-Люк Годар.
Главная героиня написала письма двум мужчинам в своей жизни. При этом, как ей показалось, перепутала адреса друг друга.
Сломя голову она летит в мастерскую одного из них, в разговоре пытаясь выяснить, читал ли он адресованное не ему письмо. В процессе признания он выгоняет её из мастерской и из своей жизни. После этого героиня спешит ко второму мужчине, работающему в автомастерской.
Письмо он уже получил, и как оказалось, адресаты были прописаны изначально верно, что не помешало героине разом потерять двух своих мужчин.

### VI — «Ла-Мюэт»
Режиссёр — Клод Шаброль.
Горничная крутит роман с хозяином, хозяйка ведёт бесконечные разговоры по телефону, не замечая ничего вокруг. Сын хозяев чувствует себя ненужным.
В очередной раз возвращаясь домой он затыкает уши и монотонно выполняет все свои ежедневные действия в полной тишине, таким образом избегая шума от очередной ссоры своих родителей, в результате которой его мать падает с лестницы и недвижимая остаётся лежать на полу.

## В ролях

### I — «Сен-Жермен-де-Пре»
- Барбара Уилкин — Катрин
- Жан-Франсуа Шепе — Жан
- Жан-Пьер Андреани — Раймон

### II — «Северный вокзал»
- Надин Бало — Одиль
- Барбе Шрёдер — Жан-Пьер
- Жиль Кеан — незнакомец

### III — «Улица Сен-Дени»
- Мишлен Дакс — проститутка
- Клод Мелки — Лион

### IV — «Площадь Звезды»
- Жан-Мишель Рузьер — Жан-Марк
- Марсель Галлон — жертва
- Жорж Без
- Жан Душе — посетитель
- Сара Жорж-Пико
- Майя Жосс — женщина в метро
- Филипп Соллерс — посетитель

### V — «Монпарнас и Леваллуа»
- Джоанна Шимкус — Моника
- Филипп Hiquilly — Роджер
- Серж Даври — Иван

### VI — «Ла-Мюэт»
- Стефан Одран — мать
- Клод Шаброль — отец
- Жиль Chusseau — мальчик
- Dany Saril — горничная